# Chlorocypha luminosa
Chlorocypha luminosa är en trollsländeart som först beskrevs av Karsch 1893.  Chlorocypha luminosa ingår i släktet Chlorocypha och familjen Chlorocyphidae. IUCN kategoriserar arten globalt som livskraftig. Inga underarter finns listade i Catalogue of Life.